# Jemima Harbort
Jemima Harbort (født 4. september 1987) er en australsk håndboldmålmand. Hun spiller på Australiens håndboldlandshold, og deltog under VM 2011 i Brasilien. Harbort spiller for den australske håndboldklub University of Queensland Handball Club. Hun spiller i positionen målmand.
Hun blev udtaget til at repræsentere Australien under VM 2011 i Brasilien .